# カルロ・アバルト
カルロ・アルベルト・アーバルト（Carlo Alberto Abarth、1908年11月15日 - 1979年10月24日）は、オーストリア出身のレーサー及び技術者。自動車メーカー・アバルトの創始者としても知られる。
フィアット・500のような非力なベース車が「アバルトマジック」とも呼ばれる彼のチューンによって見違える程、高性能化してレースで活躍するさまは多くの人々に感銘を与え、半ば神格化、伝説化していた。1990年代末にそのブランドに幕を閉じると多くの人々が惜しみ、2007年にアバルトのブランドを冠したモデルが復活した。

## 経歴
- 1908年 - カール・アルバート・アーバルト（Karl Albert Abarth）としてオーストリアのウィーンの裕福な家庭に生まれる。若い頃から機械、そしてスピードへの興味が強く自転車レースを通じその才能を発揮し始める。学校卒業後はオートバイ関連の仕事に関わり、20歳にて自身初のオートバイの設計製作をした。
- 1928年4月 - オートバイレースに初参加するが、ベテラン勢との兼ね合いが悪くチームを去ることになる。
- 1929年 - 優れたメカニックとしてアバルトの名を冠した軽量のオートバイを製作し、またレーサーとしても好成績を収めていく。
- 1930年 - レース中の事故により重傷を負うが、以後はサイドカーでレースに参加した。オリエント急行との競争にて勝利、名を高める。
- 1939年 - 第二次大戦の勃発とともにイタリアへ移住。以後はカルロ・アーバルトと名乗る。
- 1946年 - トリノにあるポルシェのイタリア代理店のチシタリアで技術者として活動していたが会社の経営状態は思わしくなかった。
- 1949年 - 自らアバルトを設立。会社の紋章は自らの星座であるサソリであった。

マフラーを始めとするチューニングパーツ販売を主力とする他、フィアット車をベースとしたスポーツカーやレーシングカーを販売し、1950年から1960年代にかけての20年の間に113の国際記録とレースに於いて7400以上もの勝利を獲得した。
- 1971年8月 - レース参戦の負担により会社経営は厳しくなり、20年以上協力関係を続けていたフィアットに買収される。
- 1979年10月24日 - 重病に倒れ、死去。